# Advanced Distance Integration
Advanced Distance Integration, ADI – stosowany w lustrzankach system pomiaru światła polegający na wykorzystaniu informacji o odległości od fotografowanego obiektu do doboru siły błysku. Przed wykonaniem zdjęcia następuje przedbłysk lampy, który dostarcza informacje o odbitym świetle, wraz z informacją o odległości oraz jasności otoczenia aparat może ustawić siłę błysku głównego.
W odróżnieniu od standardowego pomiaru TTL system ADI pozwala dobrać poprawną ekspozycję bez wpływu obiektów w tle, ich kolorów lub połysku fotografowanego obiektu.
Pomiar ADI wymaga zastosowania kompatybilnego korpusu, lampy błyskowej oraz obiektywu. Konica Minolta oznaczała swoje obiektywy kompatybilne z systemem ADI symbolem D, podczas gdy np. każdy obiektyw Sony już jest w pełni kompatybilny z ADI.
System został wprowadzony przez firmę Minolta.